# Pablo Zabaleta
Pablo Javier Zabaleta (født 16. januar 1985 i Buenos Aires, Argentina) er en argentinsk fodboldspiller, der spiller som højre back eller alternativt defensiv midtbanespiller hos den engelske Premier League-klub West Ham. Han har tidligere spillet for San Lorenzo, Espanyol og Manchester City

## Landshold
Zabaleta står (pr. 23. marts 2018) noteret for 58 kampe for Argentinas landshold. Han blev olympisk mester med sit land ved OL i Beijing i 2008.